# グレゴリウス9世 (ローマ教皇)
グレゴリウス9世（Gregorius IX, 1143年? - 1241年8月22日）は、中世のローマ教皇（在位：1227年 - 1241年）。アナーニ（イタリア中部）出身。本名はウゴリーノ・ディ・コンティ（Ugolino di Conti）。神聖ローマ皇帝フリードリヒ2世との確執で有名だが、法学者としても有能で、各司教が自らの裁量で行っていた異端審問の制度を整備したことでも知られる。

## 生涯

### 教皇登位まで
インノケンティウス3世の甥であったウゴリーノ・ディ・コンティは若い頃からローマ教皇庁で実務経験をつみ、法学及び外交のエキスパートとして知られた。オスティアの司教枢機卿を経て1227年に教皇座に着くとグレゴリウス9世を名乗った。ホノリウス3世の元に仕えていた時代から、グレゴリウス9世は法的に全欧州の君主としての立場を主張するホーエンシュタウフェン朝出身の皇帝フリードリヒ2世と教皇庁との争いにいやおうなしに巻き込まれていった。

### 治世
グレゴリウス9世の治世は、十字軍遠征を約束しながらなかなか実行しない皇帝に破門猶予を与える事から始まった。猶予期間が過ぎると破門が実行され、皇帝には廃位の危険がせまった。さらにフリードリヒ2世がシチリア王国の教会のコントロールを強化した事、教皇への従順の誓いを破棄する構えを見せ、シチリアでの地盤を固めた事で教皇との溝が深まった。フリードリヒ2世はヨーロッパの諸侯に自分に対する仕打ちが不当であると訴えるとともに、軍勢とともに聖地へ赴いて誓いを果たそうとした。しかし、自分の不在時に教皇がシチリアへの勢力拡大を図ったため、すぐに中東から戻り、1228年に教皇領に侵攻した。この攻撃は失敗に終わり、教皇への服従の誓いをたてさせられている。
1230年8月に和平が結ばれたものの、ローマ市民は教皇と皇帝が和解したことに反発を抱き、1232年6月に暴動を起こしたため、教皇はアナーニへ逃れた。そこで教皇は皇帝に助けを求め、2人の間には和解が訪れた。ところが、教皇とホーヘンシュタウフェン家との連携も長続きしなかった。1234年にローマ王・ハインリヒ（7世）が父・フリードリヒ2世のドイツ諸侯に対する優遇に不満を持ったので、グレゴリウス9世はロンバルディア同盟と組むようにハインリヒ7世を煽動し、ハインリヒ7世は父に対して反乱を起こしたが間もなく鎮圧された。1239年にロンバルディア同盟を打ち破ったフリードリヒ2世の勢力圏が完全に教皇領を包囲する形になり、大きな脅威を与えたからであった。教皇と皇帝の仲が険悪になると、1239年に教皇は皇帝を再破門し、戦争になった。
教皇はローマに高位聖職者を招集して皇帝の廃位宣言を行おうとしたが、フリードリヒ2世はローマに向かう船団を捕縛、あるいは沈めて阻止を狙った。結局会議が開かれる前の1241年8月22日に教皇自身がこの世を去った。10月25日にケレスティヌス4世が選出されたが11月10日に急死、フリードリヒ2世との決着はその次の教皇インノケンティウス4世に引き継がれる事になる。

## 人物
この教皇について語る上で必ず言われる事は有能な法学者であったという事である。彼は「新版教令集成」（Nova Compilatio decretalium）を1234年に公布し、広く読まれる事になった。（さらに1473年にはマインツで印刷されている。）これは中世以来、交付された教皇の勅令などをまとめたもので、12世紀に入ってから編集作業が始められ、1140年にようやく完成されたのであった。この最初のプロジェクトの中心を担ったのは、有能な法学者として知られたヨハンネス・グラティアヌスであった。グレゴリウス9世はこれに新たな教令と補遺を加え、決定版として完成させたのだった。この集成は教皇の法的な地位を証明するものとなった。

## 業績
彼は教皇として、ハンガリーのエルジェーベト、ドミニコ、パドヴァのアントニオ、アッシジのフランチェスコなど多くの聖人を列聖している。グレゴリウス9世はまだヘンリー3世など王の影響が強かったイングランドの教会への自らの影響力を強め、フランスにおいても教皇庁の影響力を強めるべく努力していた。当時のフランスではルイ9世の「国本勅諚（）」を法的根拠としてローマからの独立性を主張していた。ちなみに現代ではこの国本勅諚は14世紀に作られた偽書であると考えられている。1230年にはドイツ騎士団へ勅書を授け、異教徒への武力行使を認めている。ドイツ騎士団はこれを受け、プロイセンへの東方植民を開始した。
他の事績としては、ローマにあるサンタ・マリア・デル・ポポロ教会の改築を行ったこと、ハンガリー王アンドラーシュ2世を破門にしたことが挙げられる。